# Flugplatz Pontoise-Cormeilles

i7
i11
i13
Das Aérodrome de Pontoise-Cormeilles (IATA-Code: POX, ICAO-Code: LFPT) ist ein Flugplatz der Allgemeinen Luftfahrt. Er liegt in der Region Île-de-France im Département Val-d’Oise auf dem Gebiet von Cormeilles-en-Vexin, Génicourt und Boissy-l’Aillerie etwa 40 Kilometer nordwestlich von Paris. Der Flugplatz wurde während des Zweiten Weltkriegs als Militärflugplatz genutzt.

## Geschichte
Der Flugplatz entstand 1937 als Militärflugplatz der Französischen Luftstreitkräfte.
Während des Zweiten Weltkriegs diente er nach dem Waffenstillstand vom Juni 1940 der Deutschen Luftwaffe als Fliegerhorst Cormeilles. In dieser Zeit entstanden auch die beiden noch heute genutzten befestigten Start- und Landebahnen.
Während der folgenden Luftschlacht um England waren zwischen Juni 1940 und Juli 1940 das III. Gruppe des Kampfgeschwaders 76 (III./KG 76) mit ihren Dornier Do 17Z und später Junkers Ju 88A dort stationiert. Zur Umrüstung auf die Ju 88A verlegte sie zwischendurch von Dezember 1940 und April 1941 nach Illesheim. Daneben befand sich hier parallel bis März 1941 auch noch der Stab des KG 76.
In den letzten sechs Wochen des Jahres 1942 lagen hier Heinkel He 111 der 11. Staffel des Kampfgeschwaders 53 (11./KG 53) und zwischen Anfang Dezember und September 1943 Ju 88A der II. Gruppe des Kampfgeschwaders 6 (II./KG 6). Beide flogen nächtliche Bombenangriffe auf Ziele in England.
In Folge der Steigerung der alliierten Bomberoffensive wurde Cormeilles Ende November 1943 Stützpunkt von zunächst zwei Staffeln der III. Gruppe des Jagdgeschwaders 2 (III./JG 2) mit ihren Focke-Wulf Fw 190A zuzüglich des Geschwaderstabs. Daneben operierten zur Schiffsbekämpfung in englischen Gewässern ab Februar 1944 auch Junkers Ju 188 der 3. Staffel des Kampfgeschwaders 66 (3./KG 66). Der Stab des JG 2 verlegte Mitte Mai nach Creil und an die Stelle der beiden Staffeln der III. Gruppe trat zeitgleich die I. Gruppe (I./JG 2).
Als Basis der Fw 190 war der Flugplatz immer wieder Ziel von Luftangriffen der Ninth Air Force der United States Army Air Forces (USAAF), die Cormeilles mit Martin B-26 und Republic P-47 zu Zeiten attackierten, in denen schwere Bomber der Eighth Air Force in Reichweite der hier stationierten Abfangjäger waren.
Nach Beginn der alliierten Invasion in der Normandie wurden sowohl KG 66 als auch das JG 2 aus Cormeilles abgezogen und nach Befreiung der Gegend durch die Alliierten wurde der Flugplatz notdürftig durch die Amerikaner instand gesetzt.
Advanced Landing Ground ALG A-59, so Cormeilles-En-Vexins alliierte Bezeichnung, wurde anschließend Einsatzbasis der 344th Bombardment Group der Ninth Air Force der USAAF, die hier mit ihren B-26 von Ende September 1944 bis 9. Mai 1945 stationiert war. Bei Kriegsende wurde die 344th durch die 410th Bombardment Group abgelöst, die mit ihren Douglas A-26 aber bereits im Juni 1945 abgezogen wurde. Der Flugplatz wurde Mitte Juli 1945 an Frankreich zurückgegeben.
Nach dem Krieg wurde der Flugplatz wieder hergerichtet und im August 1946 für den zivilen Flugverkehr geöffnet. Die Aéroports de Paris sind seit April 1949 der Betreiber, die ihn bis 1952 als Ausweichplatz für die damaligen Hauptflughäfen Orly und Le Bourget nutzten. Im Südosten des zivilen Areals verblieb ein Teil der Infrastruktur in Staatsbesitz.
Zeitweise stand der Flugplatz auch im Flugplan von Luftverkehrsgesellschaften. Aigle Azur (1970) flog zwischen 1988 und 1995 nach Gatwick und 1998/99 bediente Debonair Luton. Hinzu kamen während der Saison Flüge von Skysouth und zuletzt im Frühjahr 2013 Brighton City Airways nach Brighton.
Im August 2013 landete hier erstmals in Frankreich ein Zeppelin NT der Gesellschaft Airship Paris.

## Heutige Nutzung
Der Flugplatz dient insbesondere der allgemeinen Luftfahrt und dem Luftsport.
Seit 2022 befindet sich auf dem Areal Frankreichs erster vollintegrierter Vertiport für Urban Air Mobility (UAM).